# アダム・シャンクマン
アダム・シャンクマン （Adam Michael Shankman, 1964年11月27日 - ）は、アメリカ合衆国ロサンゼルス市出身の映画監督、映画プロデューサー、ダンサー、俳優、及び振付師。
ゲイであることを公にしている。

## 略歴
ロサンゼルスのユダヤ人上位中産階級の家庭に生まれる。ジュリアード学院の舞踊部門に進学したが、中退した。
FOXテレビのダンスオーディション番組『アメリカン・ダンスアイドル』シーズン3に参加。ダンサーとしてはポーラ・アブドゥルとジャネット・ジャクソンのミュージック・ビデオに出演している。
以降、多数の映画で振付を手掛けるだけでなく、スパイス・ガールズのツアーでも振付に携わる。
2001年公開の『ウェディング・プランナー』で映画監督デビューを果たした。

## フィルモグラフィー

### 映画

#### 監督・製作
- ウェディング・プランナー The Wedding Planner (2001) - 監督・出演
- ウォーク・トゥ・リメンバー A Walk to Remember (2002) - 監督
- 女神が家にやってきた Bringing Down the House (2003) - 監督
- キャプテン・ウルフ The Pacifier (2005) - 監督・製作総指揮・出演
- 12人のパパ2 Cheaper by the Dozen 2 (2005) - 監督・製作総指揮・出演
- ステップ・アップ Step Up (2006) - 製作・振付
- シャッフル Premonition (2007) - 製作
- ヘアスプレー Hairspray (2007) - 監督・製作総指揮・出演・振付
- ステップ・アップ2:ザ・ストリート Step Up 2: The Streets (2008) - 製作・振付
- ベッドタイム・ストーリー Bedtime Stories (2008) - 監督・製作総指揮
- セブンティーン・アゲイン 17 Again (2009) - 製作
- ラスト・ソング The Last Song (2010) - 製作
- ステップ・アップ3 Step Up 3D (2010) - 製作
- 遠距離恋愛 彼女の決断 Going the Distance (2010) - 製作
- ロック・オブ・エイジズ Rock of Ages (2012) - 監督・製作総指揮・振付
- ステップ・アップ4:レボリューション Step Up Revolution (2012) - 製作
- ハート・オブ・マン What Men Want (2019) - 監督・製作総指揮

#### 振付
- バーニーズ2 Weekend at Bernie's II (1993)
- 愛が微笑む時 Heart and Souls (1993)
- アダムス・ファミリー2 Addams Family Values (1993)
- フリントストーン/モダン石器時代 The Flintstones (1994)
- ドンファン Don Juan Demarco (1995)
- タンク・ガール Tank Girl (1995)
- キャスパー Casper (1995)
- コンゴ Congo (1995)
- レリック The Relic (1997)
- ジャングル・ジョージ George of the Jungle (1997)
- ブギーナイツ Boogie Nights (1997)
- 普通じゃない A Life Less Ordinary (1997)
- アナスタシア Anastasia (1997)
- スクリーム2 Scream 2 (1997) - 兼出演
- アンツ Antz (1998)
- シーズ・オール・ザット She's All That (1999)
- タイムトラベラー きのうから来た恋人 Blast from the Past (1999)
- アウト・オブ・タウナーズ The Out-of-Towners (1999)
- デュース・ビガロウ、激安ジゴロ!? Deuce Bigalow: Male Gigolo (1999)
- イズント・シー・グレート Isn't She Great (2000)
- ミッション・トゥ・マーズ Mission to Mars (2000)
- キャッチ・ミー・イフ・ユー・キャン Catch me if you can (2002)
- ふたりにクギづけ Stuck on You (2003) - 兼出演

### テレビドラマ
- フレンズ Friends (1997～) - 振付
- バフィー 〜恋する十字架〜 Buffy the Vampire Slayer (2001～) - 振付
- 名探偵モンク Monk (2002～2003) - 監督
- glee/グリー（シーズン2） Glee (2010～2011) - 監督
- モダン・ファミリー（シーズン2） Modern Family (2010～2011) - 監督
- glee/グリー（シーズン3） Glee (2011～2012) - 監督
- glee/グリー（シーズン4） Glee (2012～2013) - 監督